# Елизаветинское шоссе
Елизаветинское шоссе (приблизительно до 1950-х годов — Елизаветинский тракт) — улица в Чкаловском районе Екатеринбурга. Шоссе расположено в жилых районах Южный промышленный и Елизавет и связывает район и историческое заводское поселение Елизавет с соседним районом Уктус (поселением бывшего Уктусского завода). Является одним из старейших годонимов на территории Екатеринбурга.

## Географическое расположение
Елизаветинское шоссе начинается от завершения улицы Походной (в районе посёлка и бывшего кирпичного завода «Новострой», сейчас ОАО «Уктус») и заканчивается у примыкания к улице Плодородия, переходя в Бисертскую улицу, которая является исторической частью Елизаветинского шоссе, а также главной транспортной магистралью Елизавета. Почти полностью проходит по промышленным зонам, хотя имеет и жилую застройку в северной части (посёлок от бывшего завода «Новострой»).
Общая протяжённость улицы составляет более 1,5 километров. Исторически с учётом позднее выделенных улиц Походной, Лыжников и Бисертской (между историческими Арамильским и Полевским трактами) длина Елизаветинского тракта достигала почти 6,5 км. Трассировка шоссе на всём его протяжении проходит поблизости от течения реки Патрушихи (Уктус). Нумерация домов идёт в направлении с севера на юг.

## История

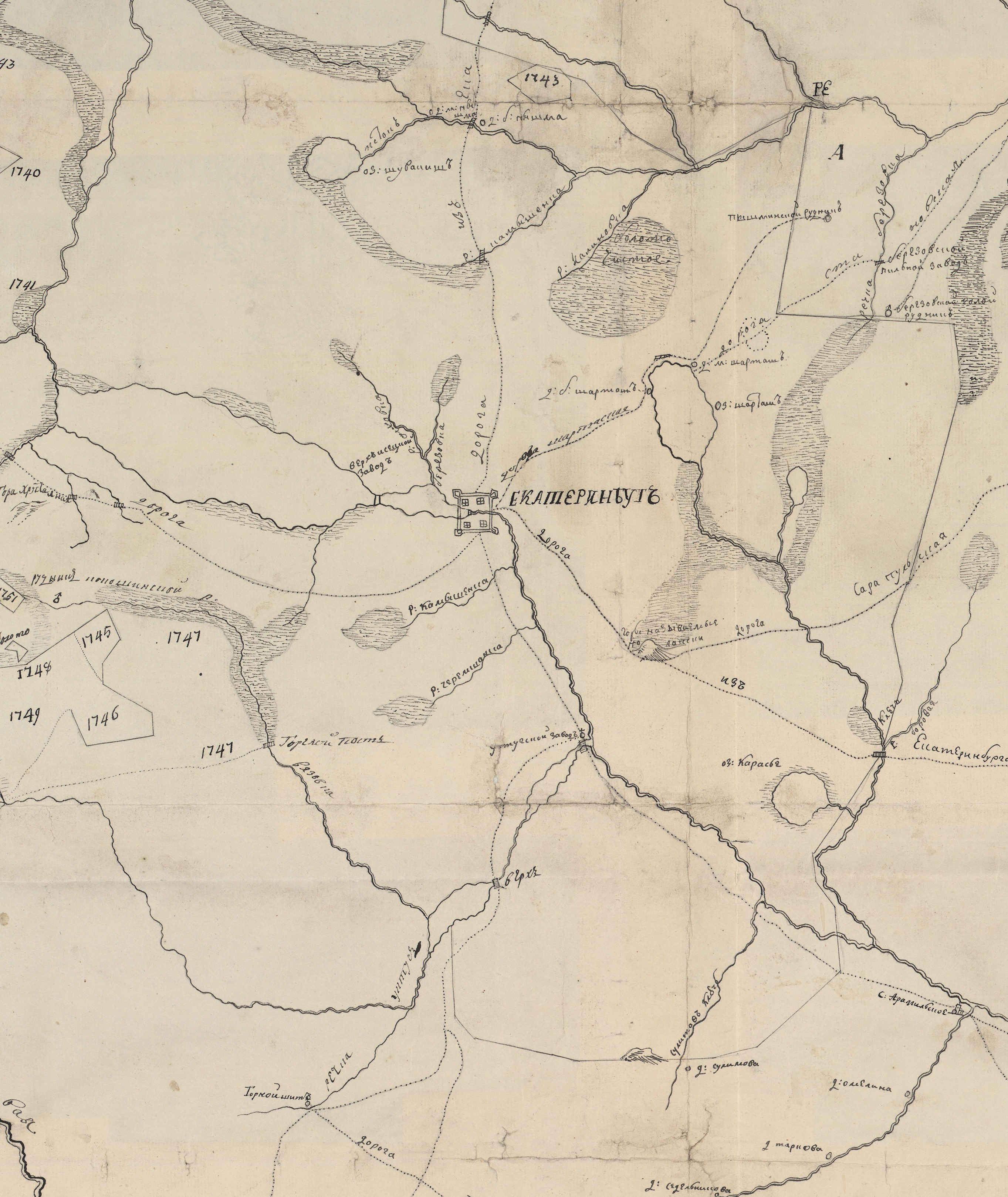
«Описание Екатеринбургского и Исецкого заводов…», составленное в 1754 году Петром Павлуцким. Maсштaб в 1 дюймe 5 вepст

Елизаветинский тракт возник на месте просёлочной дороги между Арамильской слободой с одной стороны и деревней Иктусова (Фомина, Верхний Уктус, с 1720-х Елизавет) с другой. С севера тракт обходил массив Уктусских гор и к концу XVII века также связывал с Арамильской слободой чуть более поздние русские поселения верховьев реки Патрушихи: деревни Зыкову и Шилову. Деревня Иктусова в 3 двора впервые упоминается в переписи Тобольского уезда, проведённой в 1681—1683 годах Львом Поскочиным (возникновение деревни относят к 1680—1682 годам). В 1695 году перепись тобольских слобод по Исети фиксировала уже существование трёх деревень на р. Уктус (Патрушихе): Фоминой (34 двора), Уктусской (Шилова, 11 дворов) и Зыковой (в начале XVIII века носившей название и Покровской, а позднее после строительства здесь крепости названной Горным Щитом).
После ввода в эксплуатацию в деревне Фоминой Верхне-Уктусского завода (1722 г.) Елизаветинский тракт стал выполнять функцию связи заводского поселения с Нижне-Уктусским заводом , а через него с уже строившимся городом-заводом Екатеринбургом, к которому де Генниным также была построена Уктусская дорога, проходившая от современной улицы Чапаева по трассировке южной части ул. Белинского и ул. Щербакова. Этот факт делает Елизаветинское шоссе одним из старейших урбонимов на современной территории Екатеринбурга. Самым ранним картографическим свидетельством существования улицы является план «Описание Екатеринбургского и Исецкого заводов…», составленный в 1754 году Петром Павлуцким. Он полностью показывает трассировку дороги между двумя поселениями.
Начиная с 1877 года тракт связывал Екатеринбург и Уктус с заимкой Ново-Тихвинского монастыря, в том же году в Елизавете был освящена церковь, а деревня приобрела статус села, продолжением главной улицы которого и стал Елизаветинский тракт.
После строительства железнодорожной ветки Екатеринбург — Челябинск и строительства станции Уктус (1896—1899) транспортное значение Елизаветинского тракта понизилось, ж/д станции появились в ранее связанных с трактом населённых пунктах Шабровский (разъёзд № 75), Полевской, Мраморское, Полдневское, Верхний Уфалей и других.
В 1903 году в посёлке Елизавет, в месте окончания современного Елизаветинского шоссе (56°45′23″ с. ш. 60°37′33″ в. д.), была построена механическая фабрика и чугунолитейный завод «Гера» (позднее завод «Спартак» и «Уральский лифтостроительный завод»).
В административной черте Свердловска Елизаветинский тракт оказался после 28 августа 1928 года вместе со всей уличной сетью посёлков Уктуса и Елизавета, оказавшихся в этот день в подчинении Свердловского горисполкома.
Одновременно с существованием Елизаветинского тракта из Уктуса в Елизавет такое же название носила часть значительно более протяжённой дороги из Екатеринбурга в Северский завод и Полевской транзитом через Горный Щит. Этот второй Елизаветинский тракт начинался от завершения улицы 8 Марта и шёл приблизительно через трассировку современных улиц Титова и Селькоровской, затем огибал Елизавет с запада, далее нося название Полевского тракта. Но свернув с тракта на восток можно было въехать в село Елизавет с юга через начало современной улицы Бисертской.
Путаница с одновременным существованием двух Елизаветинских трактов продолжалась и в советское время, так ещё на изданной в 1947 году Свердловским горисполкомом карте города оба омонима присутствуют одновременно: название Елизаветинского тракта носил тогда также отрезок бывшего Елизаветинского тракта (сейчас это северная часть улицы Титова) между улицами Южной (район Южный) и Рижским переулком (район Вторчермет). Приблизительно во второй половине 1950-х годов «малый» Елизаветинский тракт был переименован в шоссе, возможно это произошло одновременно с переименованием елизаветинской улицы 8 Марта в Бисертскую, так как последняя указана под новым названием уже на плане Свердловска 1958 года. В справочнике 1963 года современное название Елизаветинского шоссе уже присутствует, одновременно отсутствуют сведения о переименовании тракта в списке массовых переименований 1962—1963 годов.
Фрагменты карт и планов XIX — начала XX веков, показывающие историческую трассировку Елизаветинского тракта

## Примечательные объекты и памятники истории

### По нечётной стороне
- № 19 — Следственный изолятор № 5 ГУФСИН

56°45′53″ с. ш. 60°37′37″ в. д.
По адресу № 19 расположен женский изолятор общего режима (СИЗО № 5).
- № 29 — Свердловский завод лесного машиностроения (Свердлесмаш) (56°45′38″ с. ш. 60°37′35″ в. д.HGЯO)

В 1929—1934 годах на территории владения № 29 располагалась тракторно-ремонтная мастерская «Трактор» треста «Ураллес», в которой ремонтировали советские и импортные автомобили и тракторы, работавшие в лесопромышленном комплексе Урала.
19 марта 1934 здесь был основан Свердловский автомехкомбинат (или просто механический комбинат). Комбинат был основан для выпуска оборудования для лесной промышленности, строительства и отопления жилья. В 1935 году здесь начали делать запчасти для лесозаготовительных механизмов, ещё через несколько лет освоили производство окорочных станков. Позднее, сотрудничая с Уральским лесотехническим институтом, удалось разработать и изготовить первые продольные транспортёры, названные бревнотасками Б-19.
В августе 1941 года автомехкомбинат был преобразован в Свердловский механический завод, на котором освоили изготовление сначала мин, а потом и артиллерийских снарядов, черновые заготовки для которых поступали с Красноярского механического завода и после обрабатывались и начинялись порохом. В 1944 году возобновилось производство гражданской продукции для нужд лесной промышленности, ремонт машин и изготовление запчастей. В послевоенное время здесь стали делать узлы к саням ТОС-20 и передвижные электростанции Л6 и Л12 для электропил.
С 1947 года мехкомбинат был переименован в Свердловский ремонтно-механический завод. 19 декабря 1963 года предприятие стало Свердловским механическим заводом «Лесозапчасть», а 1 сентября 1965 получило новое название — Свердловский завод лесного машиностроения («Свердлесмаш»), при этом предприятие перешло из военного ведомства в подчинение Министерства строительного, дорожного и коммунального машиностроения.
К 1970 году объём продукции увеличился вдвое, что сделало завод одним из ведущих в сфере лесного машиностроения; он был единственным в СССР предприятием, где выпускали полуавтоматические линии по раскряжёвке хлыстов и автоматизированные сортировочные транспортёры. В 1980-е годы на заводе было налажено серийное производство сучкорезных машин ЛП-33 на базе трелёвочного трактора ТТ-4, что избавило от необходимости выполнения тяжёлой и травмоопасной работы — ручной очистки деревьев от сучьев топором. Эффективность сучкорезных машин в лесу была оценена выдвижением завода на Государственную премию.
С 1986 года предприятие стало Свердловским ПО лесного машиностроения ПО «Лесмаш», а в конце 1988 года перешло на арендную форму управления, став Организацией арендаторов «Свердловский завод лесного машиностроения». В мае 1992 года предприятие стало акционерным обществом закрытого типа «Екатеринбургские лесные машины».
После мирового кризиса 2008—2009 годов предприятие наладило выпуск оборудования для нефтегазовой промышленности, в том числе узлы буровых установок, сохраняя при этом прежний лесной профиль — производство оборудования для лесозаготовки и обработки древесины.

### По чётной стороне
- Завод Новострой (Уктусский кирпичный завод)

Официально строения предприятия имеют адреса по Походной ул., № 81-85, однако южная часть территории завода (56°46′04″ с. ш. 60°37′51″ в. д.) проходит вдоль трассы Елизаветинского шоссе, а одноимённый заводу жилой посёлок Новострой, ранее к нему относящийся, имеют адреса по Елизаветинскому шоссе.
Посёлок Новострой возник в 1925 году вокруг построенного в Уктусе крупнейшего в Свердловске на тот момент кирпичного завода. 1 июля 1925 первая партия сданного на заводе кирпича пошла на строительство Свердловской электростанции на Большом Конном полуострове. Численность рабочих-сезонников, трудящихся на заводе, достигала в конце 1920-х годов 1100 человек.
Благодаря открытой добыче глины для нужд производства завода «Новострой» рядом, на берегу реки Патрушихи образовался огромный глиняный карьер, который в 1980-х годах был затоплен, превратившись в Патрушихинский пруд (длиной почти 1 км и шириной до 240 м).
- № 28 — Завод дефибрерных камней (56°45′42″ с. ш. 60°37′44″ в. д.HGЯO)

Предприятие является преемником завода «Уральский Алмаз», переехавшего с территории будущего жилого посёлка Исетского пивзавода (56°47′50″ с. ш. 60°38′27″ в. д.) в 1942 году на Елизаветинское шоссе.
ОАО «Дефиберные камни» остаётся единственным в стране предприятием по выпуску камней для целлюлозно-бумажной промышленности.
- ул. Бисертская, № 132 — Уральский лифтостроительный завод («Гера», «Спартак»)

В конце Елизаветинского шоссе начинается территория Уральского лифтостроительного завода. Описание завода можно найти в статье об улице Бисертской.